# Oranjevereniging
Eine Oranjevereniging (auch Oranje-Comité) ist ein royalistischer Verein in den Niederlanden, der sich mit verschiedenen Aktivitäten beschäftigt, in der Regel rund um den Königstag, aber auch während des restlichen Jahres. Normalerweise kümmert sich die Oraniervereinigung auch um die Aktivitäten rund um den 4. und 5. Mai, dem Bevrijdingsdag. In fast jeder Gemeinde gibt es einen oder mehrere Oraniervereine, in der Regel einen pro Kerngemeinde, wie zum Beispiel in der Gemeinde Katwijk, wo es vier gibt. Manchmal gibt es in zwei kleinen Ortschaften eine Oraniervereinigung, wie in Leuvenum und Staverden. Die erste Oranjevereniging wurde 1814 in Bathmen gegründet.
Anlass war der Besuch des damaligen Thronfolgers, König Wilhelm II. von Oranien in Bathmen, weil dort die Nationale Miliz, Kosaken und Preußen lagerten, die die Stadt Deventer belagerten, wo die letzten Reste der französischen Armee noch aushielten. In aller Eile wurde daraufhin von den Einwohnern Bathmens ein Oranierkomitee gegründet, um die Verbindung mit dem zurückgekehrten Haus Oranien vor Ort zu gestalten.
Die Oranjeverenigingen sind  in der Union der  Oranjeverenigingen zusammengeschlossen.

## Aktivitäten
Oranjeverenigingen sind beispielsweise an folgenden Aktivitäten beteiligt:
- Festabende
- Kirmes
- Kindernachmittage
- Kartenspielabende
- Oranje-Märkte
- Umzüge
- Ringstechen